# سواد سلامت
به میزان توانایی افراد در به دست آوردن، تحلیل کردن، و فهمیدن اطلاعات و خدمات اولیه بهداشتی که به آن نیاز دارند تا بتوانند در مورد مسائل مربوط به سلامتی خود مشارکت داشته و تصمیم‌های درستی را اتخاذ کنند سواد سلامت(Health Literacy) می‌گویند. اما باید توجه داشت که سواد سلامت مفهومی فراتر از توانایی‌های فردی یک شخص می‌باشد. سواد سلامت به توانایی‌ها، سلایق، و انتظارات تهیه کنندگان اطلاعات و مراقبت‌های مربوط به سلامت، نیز ارتباط دارد؛ افرادی مانند پزشکان، پرستاران، رسانه‌ها، و بسیاری دیگر از افراد.
از دیدگاه کلی‌تر می‌توان توانایی‌های لازم در کسب سواد سلامت را به سه گروه به ترتیب زیر تقسیم بندی کرد:
- توانایی خواندن فرم‌های رضایت نامه، برچسب‌ها و پیوست‌های مربوط به داروها، و سایر اطلاعات نوشتاری مربوط به حوزه‌های سلامت و بهداشت
- توانایی درک اطلاعات نوشتاری و شفاهی که از طرف پزشک، پرستار، دارو ساز، و بیمه گر به فرد ارائه می‌شود
- توانایی عمل کردن بر اساس دستورالعمل‌های مربوط به برنامه‌های دارویی و مراقبت‌های پزشکی